# B級戦法
B級戦法（びーきゅうせんぽう）とは、将棋の戦法のうち、プロやアマチュア全国大会などの棋戦で、たまにみられるがまず指されない、普段頻繁に指される居飛車や振り飛車将棋ではない、専門家（プロ棋士）からみるとやや筋悪であるが一風変わっているユニークな戦法とされているものを指している。
2020年NHK将棋講座「阿久津主税の楽しく勝とうB級グルメ戦法」というタイトルでわかるとおり、「B級」としているのは、B級グルメで使用するB級の意味と同様な意味でつかわれている。順位戦の「B級」の意味ではない。
将棋世界2016年11月号に掲載した「魅惑のB級戦法「常識の先に何かがある」」を再構成した対談：瀬川晶司六段×今泉健司四段「B級戦法は こんなに楽し」で、B級戦法といってもこれは立派な戦法で、ナメてかかると痛い目に遭う、いまはプロの将棋も何でもありの時代で、何をもってB級というのか、定義が難しいとしている。瀬川も今泉もアマチュア大会に出ていたときは元獎(元奨励会出身者)で、B級戦法は指すより食らう側であり、初対戦でデータのない、何をやってくるかわからない相手と当たるのはとても嫌であり、とくにB級戦法を指しこなす人は、自分のペースで戦えることも大きいとしている。またB級戦法のひとつの狙いとして、相手を怒らせる、平常心をなくさせるということもあるとしている。そして、B級戦法は間違いなくアマチュアの間で作られていき、プロが見ると理論づけすることで発展、したがって発案はアマ、理論づけはプロの仕事、ということはあるとしている。
ハメ手や奇襲戦法のことを指しているように見えるが、必ずしもハメ手や奇襲戦法というわけではない。B級戦法を専門に紹介した棋書『B級戦法の達人』で、その初期版である1997年に出た時の紹介戦法は#主な戦法の通り。このうち、「平美濃返し」と「逆襲！変幻飛車」の2つは、その後前者は飯島流引き角、後者は角交換四間飛車として、それぞれプロの将棋でも採用され大活躍している。さらに｢平美濃」は対振り飛車左美濃では、2010年代後半以降、特に後手番角道不開の△2二玉型として天守閣美濃に変わって多く指されるようになっている。
また「魅惑のB級戦法」ではプロの戦法に昇華したB級戦法に、升田幸三賞特別賞を受賞した立石勝己の立石流四間飛車を上げられているが、立石流は四間飛車の変化でも常に含みとしてあるため優秀で、▲7六歩△3四歩▲7五歩スタートでも、立石流のように進むこともあることから、もはやB級ではなく市民権を得た戦法とみている。
類似の言葉のうち、そのひとつには斜陽戦法、マイナー戦法がある。これは幾つかの意味があり、そのひとつはいわゆるマイナー化した戦法で、以前は頻繁に指されていた戦法・戦術であったが、ある時期から指されなくなった戦法の呼称。但しこれも、ある時期から復活し始めるということもある。他には、末永く使われてはいるが使う棋士は限られていることでマイナーである、という戦法を指す。
他の類似の言葉では「珍戦法」（後述）がある。こちらは手段から陣形に至るまで、通常の将棋から照らしても珍奇であるとわかる戦法のことで使用される言葉。

## 主な戦法
2020年NHK将棋講座「阿久津主税の楽しく勝とうB級グルメ戦法」で紹介されている戦法は以下の通りであった。
- 4月のテーマが鬼殺し、新鬼殺し、角頭歩戦法、パックマン戦法。
- 5月のテーマは原始棒銀、相掛かりノーガード戦法、筋違い角、筋違い角棒銀。
- 6月が早石田、升田式石田流、ヒラメ、阪田流向かい飛車。
- 7月がアヒル囲い、横歩取り二枚角、後手番横歩取り（横歩取り4五角戦法、横歩取り4四角戦法）
- 8月が右四間飛車（矢倉崩し左美濃、対四間飛車▲1六歩-1七桂型）
- 9月がメリケン向かい飛車、引き角銀冠穴熊＋斜め棒銀

『B級戦法の達人』で対振り飛車のB級戦法として紹介されているのは次の通り。
- 平美濃返し - 飯島流引き角
- 右四間端棒銀 - 棒銀#対四間飛車
- 鳥刺しモドキ - 鳥刺し (将棋)#鳥刺しモドキ
- ポンポン桂
- 端美濃囲い - 串カツ囲い

同書で振り飛車のB級戦法として紹介されているのは次の通り。
- 偽装宗歩四間 - 角交換振り飛車#錆刀戦法（宗歩四間飛車）
- 逆襲！変幻飛車 - 角交換四間飛車

同書で相居飛車のB級戦法として紹介されているのは次の通り。
- 矢倉崩し左美濃中飛車
- 難攻不落銀立ち陣
- 最短！ノーガード戦法

その後『将棋・B級戦法の達人プラス』（2002年初版）、『将棋・B級戦法の達人』 (2016年、マイナビ将棋文庫、週刊将棋 (編集)では、以下の戦法が追加紹介されている。
- 対振り飛車のB級戦法：対藤井システム猫ダマシ - 5筋位取り（戦法から居飛車穴熊にする）
- 横歩取り素抜きトリック
- 端隠れ横歩取り巻の1、2

これら一部はもともと江戸時代に発明された戦法で、現代風にアレンジして紹介している。
B級戦法はこの他、「痛快！　ワンダー戦法（週将ブックス、2007年、週刊将棋 (編集)）」にも掲載されている。「ワンダー戦法」のタイトルはさらに可能性を秘めているの意味が込められている。紹介されている戦型は以下の通り。このうち矢倉・左美濃や中飛車左穴熊などは公式棋戦でも頻繁にみられるようになった戦型。
- 新鎖鎌銀 - 腰掛け銀#相掛かり腰掛け銀
- カニ囲い型右四間飛車
- 角交換型菊水矢倉
- 矢倉・左美濃 - 左美濃#相居飛車での左美濃
- 6筋不突居飛車穴熊
- 中飛車左穴熊（対振り飛車編）
- 中飛車左穴熊（対居飛車編）
- ▲7七角省略中飛車（角交換型ツノ銀中飛車8八角型。相居飛車将棋のように飛車先を切らして戦う中飛車）
- 地下鉄中飛車（向かい飛車から9筋攻めの地下鉄飛車）- 5筋位取り中飛車#地下鉄飛車型
- 対升田式・地下鉄飛車
- 右四間6筋位取り
- 四間飛車の逆襲端攻め（4五ポンから地下鉄・1筋端攻め）
- 筋違い角向かい飛車／新・筋違い角向かい飛車 - 角交換振り飛車#筋違い角向かい飛車
- 阪田流筋違い角[2]  - 筋違い角#筋違い角阪田流
- 升田式角交換型向かい飛車　- メリケン向かい飛車#角交換型
- 陽動相振り飛車
- 時間差陽動振り飛車
- 新玉頭銀  - 腰掛け銀#相掛かり腰掛け銀（四間飛車6六飛→2六飛型）
- 陽動石田流
- 陽動中飛車　角交換型陽動振り飛車と矢倉用とある
- 古典流四間飛車破り - 右銀ポンポン桂と4一飛に対する4六歩-4五歩-5九金型速攻
- 7八金型9筋飛車 - 雀刺し#矢倉以外の戦法
- 新アヒル戦法 - アヒル囲い
- 7七銀型四間飛車　7七銀-8八角型で角行を端に使う
- 5七銀型四間飛車 - おもに右四間飛車対策の5七銀型振り飛車
- 2枚銀向かい飛車 - 雁木風に中央を厚くして向かい飛車に振る5七銀型振り飛車（中住まい向かい飛車クラリスシステム）

2022年刊行の『すぐに使える！B級戦法コレクション』（書籍編集部/編　糸谷哲郎/推薦、日本将棋連盟/発行　マイナビ出版/販売）は、将棋ライターの美馬和夫が『将棋世界』2020年6月号から2021年9月号にかけて連載していた講座「アマのための月刊B級ファン」を書籍化したもので、同署で掲載された戦法は以下の通り。
- 自分の土俵に引きずり込む！ 筋違い角四間飛車穴熊 - 筋違い角+四間飛車+穴熊
- 対初級者限定必殺戦法 小熊スペシャル - 端角中飛車
- 5手目で戦闘開始！ ギロチン戦法―☗2四歩先攻戦法 - 5手爆弾
- 飛車角が成り合う派手な展開！ パックマン戦法
- スーパーB級戦法！ 立石流四間飛車
- 使える裏技 カリスマウィルス - 対先手石田流相振り飛車筋違い角
- ハメ手満載の妖術殺法！ 相中飛車筋違い角戦法 - 相中飛車筋違い角型
- 角換わり棒銀裏定跡 美馬棒銀―☗6九金型の角換わり棒銀 - 速攻棒銀
- 横歩取らせの脾腫 勢田流▲9八香戦法 - 後手に横歩取りをさせる戦法
- 雁木の裏街道 旧型雁木 - 雁木+居角型、飛先不突き型、右四間飛車対策の雁木中飛車
- 我が道を行く！ なんでも中住まい戦法―勝手に空中戦 - 金開き浮き飛車+対振り飛車、角換わり、対居飛車穴熊戦
- とっておきのB級アラカルト - 駒落ちでのハメ手や「舐めプ」とされる戦法等

### 珍戦法
具体的には雲隠れ玉や袖飛車#棒玉袖飛車といった珍玉等が有名であるが、『神戸発 珍戦法で行こう』（島本亮 2006年　毎日コミュニケーションズ）では以下の戦術が紹介されている。
「第1章	一発芸戦法」では、
(1)きんとうん戦法	- ひねり飛車7七金型（きんとうん戦法）
(2)タランチュラ戦法	- 先手中飛車#タランチュラ
(3)大かまきり戦法	- 鬼殺し (将棋)#四間飛車型
(4)幻想四間飛車戦法	- 角交換振り飛車#錆刀戦法（宗歩四間飛車）
(5)ザリガニ銀戦法	- 二枚銀型右四間飛車
(6)ドラゴンスペシャル戦法　- 引き角
(7)かえるがピョン戦法 △　- 三間飛車破り
(8)待てば海路の日和あり　- 地下鉄飛車型右四間飛車
(9)対三間飛車急戦	- 4五歩早仕掛け対三間飛車7七角・6八銀型
(10)なんでもかんでも銀冠戦法
(11)秘剣　流星剣	- 右四間飛車#超急戦
(12)急戦石田返し	- 石田流#石田流の誕生
と、番外で端角#▲9八香戦法　などが紹介されている。
「第2章	天空の城戦法」では(1)対美濃編  (2)対穴熊編として居玉#居玉戦法などを紹介している。
「第3章	駒落ち上手」では(1)二枚落ち編と(2)飛車落ち編などで、上手の定跡外し的な戦法を掲載。
「第4章 浮雲戦法」では(1)～(4)金開き（金開き戦法VS四間飛車、中飛車穴熊、中飛車、三間飛車）など。この他に、
(5)対中飛車「山彦返し」- 金開き#うきうき飛車
(6)対四間飛車	- 鬼殺し (将棋)#対振り飛車用
(7)対三間飛車(8)対向かい飛車	- 金開き#うきうき飛車
(9)ひねり飛車・持久戦編	- ▲2五歩型ひねり飛車（ツクツクボウシ戦法）
(10)ひねり飛車・急戦編	- ひねり飛車角交換型